# Louis Haller
Louis Haller (Parigi, 30 dicembre 1864 – Nizza, 1º agosto 1929) è stato uno schermidore francese.
Partecipò ai Giochi della II Olimpiade di Parigi nelle gare di fioretto per maestri, dove giunse al nono posto, e di spada per maestri, dove fu eliminato in semifinale.